# Interstate 79
L'Interstate 79 (I-79) è un'autostrada statunitense della Interstate Highway che si estende per 552,39 chilometri e collega Charleston con Erie.